# دانگل اتومبیلز
دانگل اتومبیلز (انگلیسی: Dangel) شرکت خودروسازی فرانسوی بود، که در سال ۱۹۶۸ تأسیس شد.